# Deadwood (televisieserie)
Deadwood is een televisieserie die zich aan het einde van de negentiende eeuw afspeelt in Deadwood (South Dakota), een stadje dat toentertijd beheerst werd door de goldrush van de Black Hills. Na drie seizoenen is de serie gestopt. In 2019 kwam er vervolg met de televisiefilm Deadwood: The Movie.

## Rolverdeling
| Acteur/actrice      | Personage         |
| ------------------- | ----------------- |
| Timothy Olyphant    | Seth Bullock      |
| Ian McShane         | Al Swearengen     |
| Molly Parker        | Alma Garret       |
| John Hawkes         | Sol Star          |
| Paula Malcomson     | Trixie            |
| Robin Weigert       | Calamity Jane     |
| Powers Boothe       | Cy Tolliver       |
| Brad Dourif         | Doc Cochran       |
| William Sanderson   | E. B. Farnum      |
| Kim Dickens         | Joanie Stubbs     |
| Alice Krige         | Maddie            |
| Garret Dillahunt    | Francis Wolcott   |
| Jim Beaver          | Ellsworth         |
| W. Earl Brown       | Dan Dority        |
| Sean Bridgers       | Johnny Burns      |
| Titus Welliver      | Silas Adams       |
| Anna Gunn           | Martha Bullock    |
| Josh Eriksson       | William Bullock   |
| Sarah Paulson       | Miss Isringhausen |
| Bree Seanna Wall    | Sofia Metz        |
| Leon Rippy          | Tom Nuttall       |
| Jeffrey Jones       | A.W. Merrick      |
| Keone Young         | Mr. Wu            |
| Larry Cedar         | Leon              |
| Peter Jason         | Con Stapleton     |
| Geri Jewell         | Jewel             |
| Keith Carradine     | Wild Bill Hickok  |
| Pasha D. Lychnikoff | Blazanov          |
| Brian Cox           | Jack Langrishe    |
| Gerald McRaney      | George Hearst     |
| Gale Harold         | Wyatt Earp        |
| Austin Nichols      | Morgan Earp       |